# Forbes
Forbes (/fɔːrbz/) je ameriška poslovna revija v lasti Integrated Whale Media Investments in družine Forbes. Izide osemkrat letno in vsebuje članke o financah, industriji, naložbah in trženju. Forbes poroča tudi o sorodnih temah, kot so tehnologija, komunikacije, znanost, politika in pravo. Sedež ima v Jersey Cityju v New Jerseyju. Konkurenta v kategoriji nacionalne poslovne revije sta Fortune in Bloomberg Businessweek. Forbes ima mednarodno izdajo v Aziji ter izdaje, ki so izdane pod licenco v 27 državah in regijah po vsem svetu.
Revija je znana po svojih seznamih in lestvicah, vključno z lestvicami najbogatejših Američanov (Forbes 400), najbogatejših ameriških zvezdnikov, najboljših svetovnih podjetij (Forbes Global 2000), Forbsove lestvice najvplivnejših ljudi na svetu in Svetovni milijarderji. Moto revije Forbes je "Spremenimo svet". Njegov predsednik in glavni urednik je Steve Forbes, izvršni direktor pa Mike Federle. Leta 2014 je bil prodan investicijski skupini Integrated Whale Media Investments s sedežem v Hongkongu.

## Forbes.com
Forbes.com je del Forbes Digital, podružnice Forbes Media LLC. Forbsovo imetje vključuje del RealClearPolitics. Ta spletna mesta skupaj dosegajo več kot 27 milijonov edinstvenih obiskovalcev vsak mesec. Forbes.com uporablja slogan "Domača stran za voditelje svetovnega gospodarstva" in leta 2006 so trdili, da je to najbolj obiskano poslovno spletno mesto na svetu.
Forbes.com uporablja »model sodelavcev«, v katerem široka mreža »sodelujočih« piše in objavlja članke neposredno na spletnem mestu. Sodelujoči so plačani glede na promet na teh straneh; na spletno mesto je prispevalo več kot 2500 posameznikov, nekateri sodelavci pa so po podatkih podjetja zaslužili več kot 100.000 USD. Sistem prispevkov so kritizirali, ker omogoča »plačljivo novinarstvo (pay-to-play journalism)« in prepakiranje gradiva iz materiala odnosov z javnostjo kot novice. Forbes trenutno dovoljuje oglaševalcem, da poleg rednih uredniških vsebin na svojem spletnem mestu objavljajo objave v blogih prek programa BrandVoice, ki predstavlja več kot 10 odstotkov njegovega digitalnega prihodka.